# Джонс, Лазерик
Лазерик Делеон Джонс (англ. Lazeric Deleon Jones; род. 11 августа 1990, Чикаго, штат Иллинойс, США) — американский профессиональный баскетболист, играющий на позиции разыгрывающего защитника.

## Карьера
Джонс обучался в школе Simeon Career Academy. Перед поступлением в университет Калифорнии Джонс посещал колледж Джона Логана, и на втором году обучения привёл свою команду к чемпионству в конференции. В том же, 2010 году Лазерик перешёл в Университет Калифорнии и присоединился к команде «УКЛА Брюинз». В сезоне 2010/2011 Джонс показал среднюю статистику в 9,1 очка и 3,7 передачи. Показатели могли быть ещё выше, если бы не травма запястья, которую Лазерик получил в феврале 2011 года. В следующем сезоне 2011/2012 Джонс стал капитаном команды и по результатам чемпионата вошёл во вторую пятерку конференции Pac-12 со статистикой 13,5 очка, 4,1 передачи и 3,5 подбора.
Летом 2012 года Лазерик поучаствовал в Летней лиге НБА в составе «Сакраменто Кингз».
Свой первый профессиональный контракт Джонс подписал с «Маккаби» (Ришон-ле-Цион). В 26 матчах его статистика составила 10,4 очка, 2,9 передачи, 2,4 подбора и 1,3 перехвата.
В январе 2021 года Джонс стал игроком «Меди Байройт». В 20 матчах чемпионата Германии статистика Лазерика составила 6,6 очка, 2,5 передачи, 1,2 подбора и 0,5 перехвата.
В сентябре 2021 года Джонс подписал контракт с «Нижним Новгородом», но в ноябре покинул команду. В 3 матчах Единой лиги ВТБ Лазерик набирал в среднем 8,3 очка, 5,0 передачи и 2,0 подбора. В 2 матчах Лиги чемпионов ФИБА его статистика составила набирая 5,5 очка и 3,0 передачи.
В конце декабря 2021 года Джонс продолжил карьеру в «Ле-Портеле»

## Достижения
- Чемпион Венгрии: 2014/2015
- Обладатель Кубка Венгрии: 2015